# 韩国金融委员会
金融委员会（韩语：／ Geumnyung Wiwonhoe */?）是韩国政府的顶级金融监管机构，直属国务总理，下设金融监督院。金融委员会由委员长1人，副委员长1人，其余委员7人，共9人组成。

## 历史
2008年由时任韩国总统李明博创建，在金融政策制定上代替原有的企划财政部。

## 委員長（部長級）
委员长人選由总统任命。任期3年。由發言人輔佐。

### 副委員長（次長級）
副委員長人選由总统任命。任期3年。